# Zálesí 2.díl
Zálesí 2.díl je samota, díl vesnice Zálesí, část městyse Maršovice v okrese Benešov. Nachází se asi 2 km na severovýchod od Maršovic. V roce 2009 zde byla evidována jedna adresa.
Zálesí 2.díl leží v katastrálním území Zahrádka u Benešova o výměře 8,22 km².

## Historie
První písemná zmínka o vesnici pochází z roku 1552.
Za druhé světové války se ves stala součástí vojenského cvičiště Zbraní SS Benešov a její obyvatelé se museli 31. prosince 1943 vystěhovat.